# Prusy (Aube)
Prusy ist eine französische Gemeinde mit 88 Einwohnern (Stand: 1. Januar 2022) im Département Aube in der Region Grand Est (vor 2016 Champagne-Ardenne). Sie gehört zum Arrondissement Troyes und zum Kanton Les Riceys.

## Geographie
Prusy liegt etwa 33 Kilometer südsüdwestlich von Troyes. An der südöstlichen Gemeindegrenze verläuft das Flüsschen  Bernon. Umgeben wird Prusy von den Nachbargemeinden Vanlay im Nordwesten und Norden, Vallières im Nordosten, Chesley im Osten sowie Coussegrey im Süden und Westen.

## Bevölkerungsentwicklung
| Jahr                       | 1962 | 1968 | 1975 | 1982 | 1990 | 1999 | 2006 | 2011 | 2019 |
| Einwohner                  | 125  | 110  | 101  | 101  | 102  | 109  | 106  | 104  | 95   |
| Quellen: Cassini und INSEE |      |      |      |      |      |      |      |      |      |